# Марійо Можнік
Марійо Можнік (хорв. Marijo Možnik, нар. 18 січня, 1987 року) — хорватський гімнаст, призер чемпіонатів світу та Європи.